# Багыроба
Багыроба — село в Масаллинском районе Азербайджана. Входит в муниципалитет Бёюк-Колатан.

## Население
Население составляет 1039 человек. Главным занятием населения является сельское хозяйство. В советский период было развито чаеводство. В советские годы в Багыробе функционировала чайная фабрика, но после развала СССР работа фабрики была прекращена.